# Jefferson Park

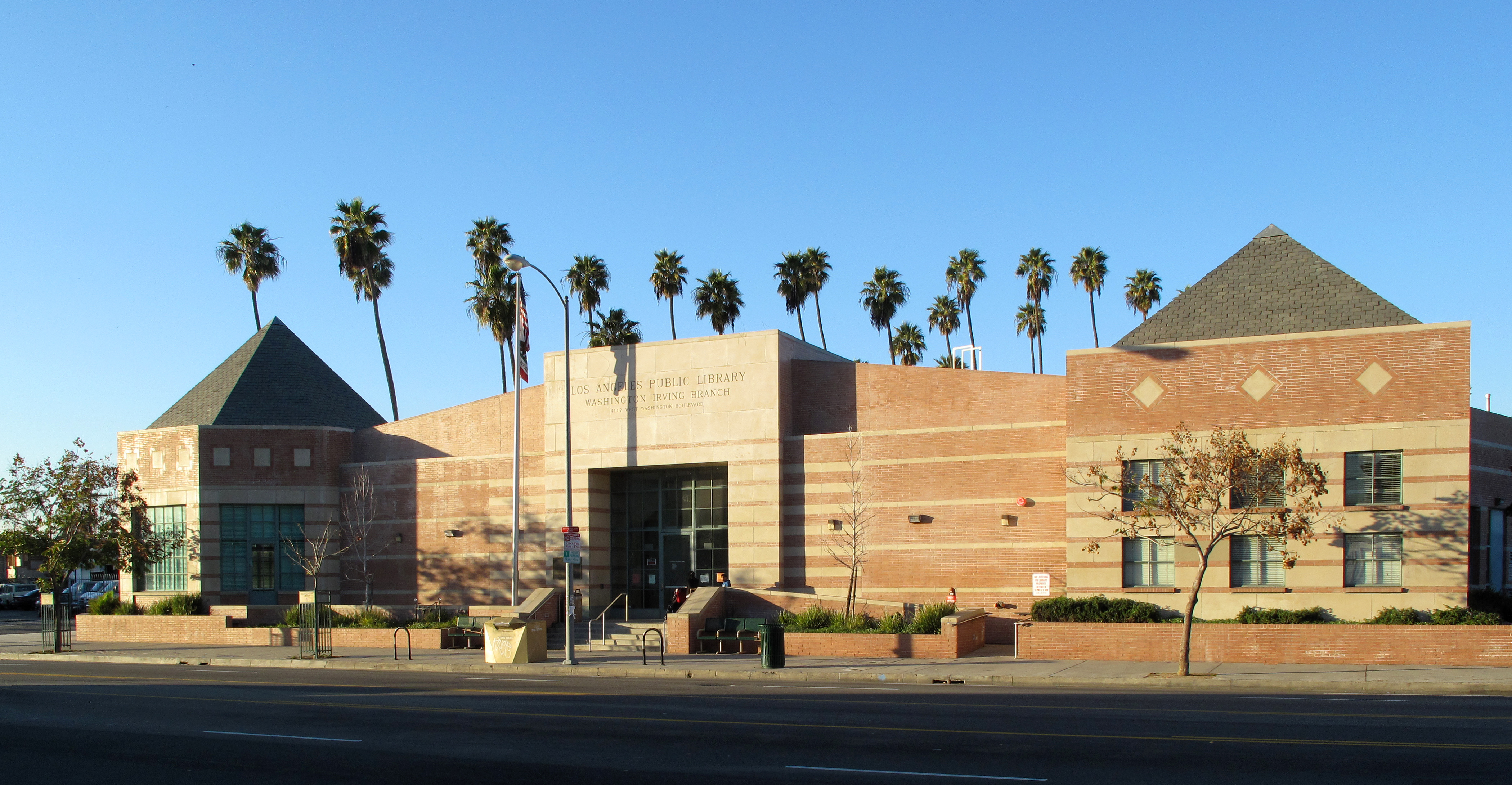
Öffentliche Bibliothek in Jefferson Park

Jefferson Park ist ein Stadtteil in der Region South Los Angeles in Los Angeles. In Jefferson Park leben 10.453 Einwohner auf 1,82 km².

## Geografie
Jefferson Park wird im Osten durch die Western Avenue, im Norden durch Adams, im Westen durch den Crenshaw Boulevard und im Süden durch den Exposition Boulevard und durch die Rodeo Road begrenzt. Er grenzt im Norden an Arlington Heights, im Nordwesten an Mid-City, im Westen an Crenshaw, im Süden an Leimert Park und im Osten an West Adams. Die Hauptstraßen des Stadtteiles sind der Adams Boulevard, Jefferson Boulevard, Exposition Boulevard, die 6th Avenue, die 10th Avenue und die Arlington Avenue.

## Demografie
Im Jahr 2000 lebten in Jefferson Park 49,95 % Hispanier, 43,13 % Afroamerikaner, 34,44 % andere, 4,79 % zwei oder mehr Rassen, 4,17 % Asiaten, 1,24 % Weiße nicht Hispanics, 0,55 % Indianer und 0,05 Pazifische Inselbewohner.